# Коммерческое транспортное средство
Коммерческое транспортное средство  — транспортное средство для перевозки грузов или большого количества пассажиров.
Коммерческие транспортные средства делят на сегменты:
- Малотоннажный грузовой автомобиль (легкий коммерческий автомобиль, Light Commercial Vehicle, LCV);

- Среднетоннажные (MCV) и крупнотоннажные (HCV) грузовые автомобили;

- Автобус.

К коммерческому транспорту могут также относиться специализированные транспортные средства, например экскаваторы.